# Dissertations Reviews
Dissertation Reviews és un lloc web creat el 2010 on es publiquen resums exempts de crítiques de dissertacions sobre estudis asiàtics. El seu editor és Thomas S. Mullaney, un professor d'història de la Universitat Stanford.
Les ressenyes estan exemptes de contingut crític cap a les dissertacions perquè reben les crítiques de manera privada pretenent ajudar-los a millor la dissertació fins a fer-la publicable com a monografia.